# Reispapierbaum
Der Reispapierbaum (Tetrapanax papyrifer) ist die einzige Pflanzenart der Gattung Tetrapanax innerhalb der Familie der Araliengewächse (Araliaceae). Sie ist in China beheimatet.

## Beschreibung

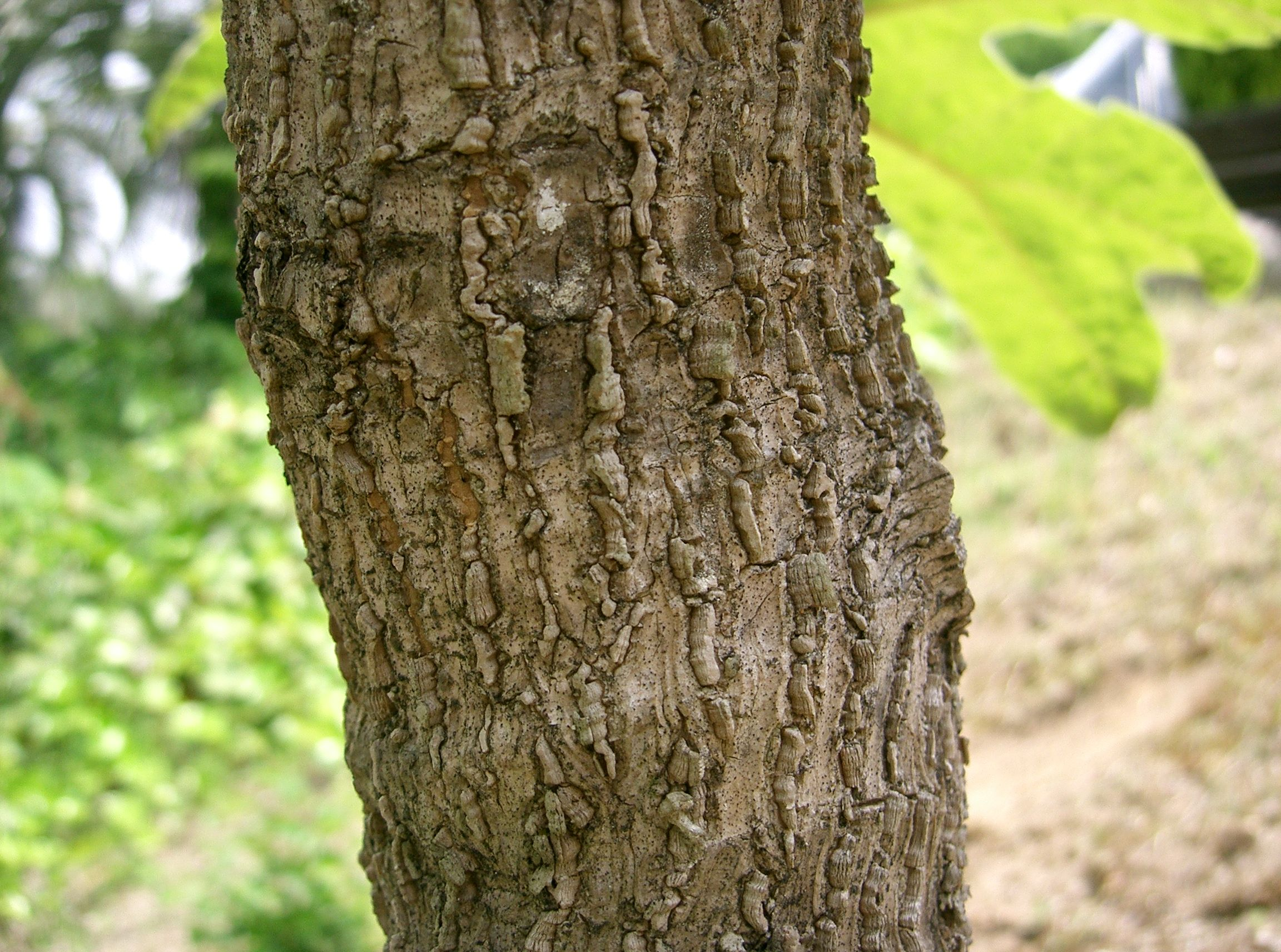
Stamm und Borke

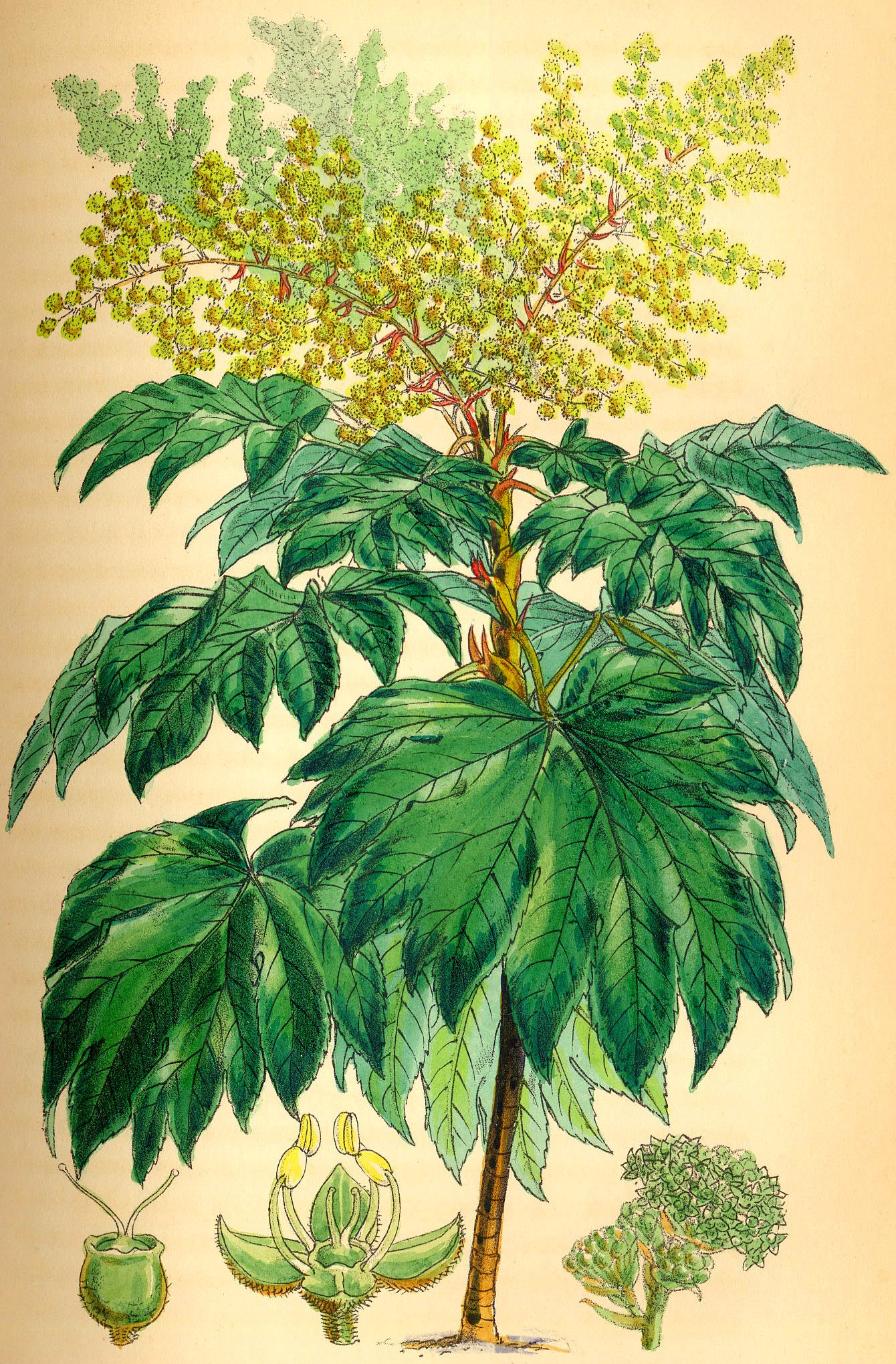
Illustration

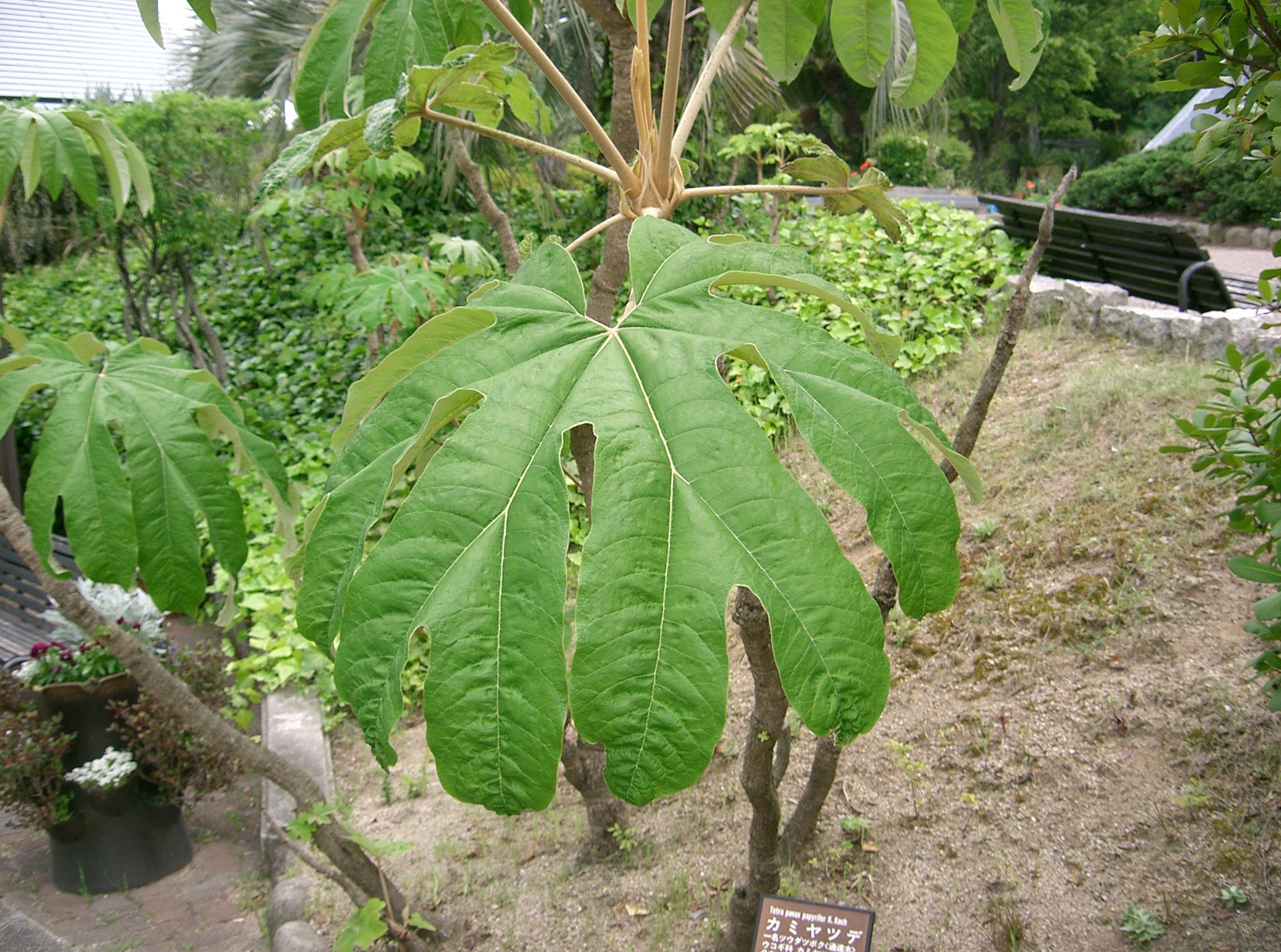
Handförmiges Laubblatt

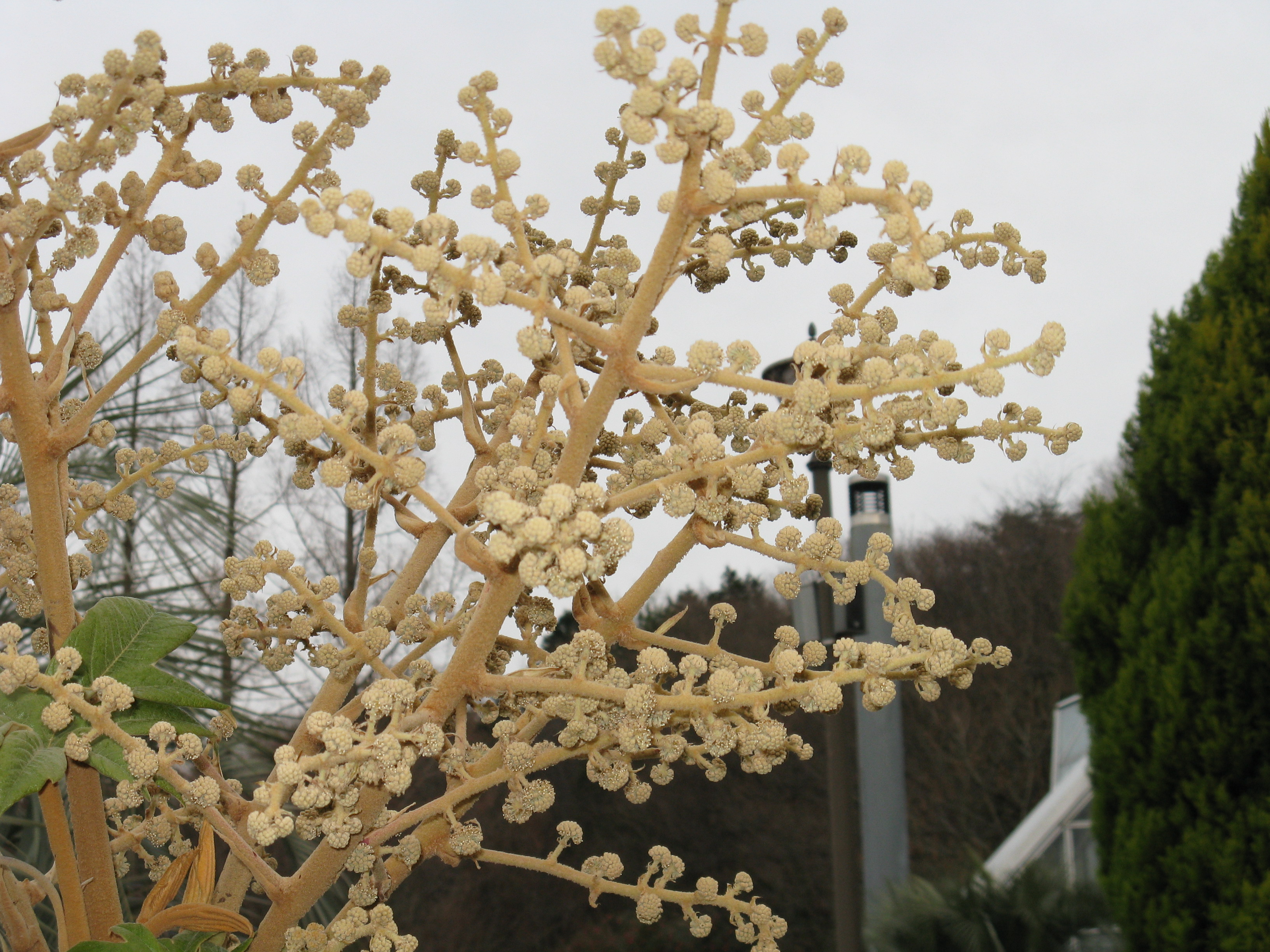
Verzweigter Blütenstand

### Erscheinungsbild und Blatt
Der Reispapierbaum wächst als schnellwüchsiger und immergrüner Strauch oder kleiner Baum, der Wuchshöhen von bis zu 3–5 Meter erreicht. Der Stamm und die Äste weisen keine Stacheln auf. Der Stamm besitzt einen Durchmesser bis zu 9 Zentimetern. Sein Mark ist homogen und weiß. Viele Pflanzenteile sind dicht mit rostfarbenen bis hellbraunen Sternhaaren wollig bedeckt.
Die wechselständig und palmenartig angeordneten Laubblätter sind einfach, groß und in Blattstiel und -spreite gegliedert. Der lange, stielrunde, dicke und oft kurzhaarige Blattstiel weist eine Länge von bis über 50 Zentimeter auf. Die einfache, papierartige bis leicht ledrige Blattspreite ist bei einer Breite von 40 bis 75 Zentimeter im Umriss eiförmig bis rundlich mit stumpfer bis herzförmiger Spreitenbasis, sie ist handförmig gelappt bis geteilt mit sieben bis zwölf teils geteilten Lappen, die meist spitz oder bespitzt enden. Die Blattränder sind ganz bis mehr oder weniger gesägt oder gezähnt. Die Blattunterseite ist behaart und die Oberseite kahl. Die Mitteladern der einzelnen Lappen sind weißlich. Die zwei markanten, freien und großen Nebenblätter sind bei einer Länge von 7 bis 8 Zentimeter pfriemlich.

### Blütenstand und Blüte
Die Blütezeit reicht in China von Oktober bis Dezember. Der endständig auf einem 1 bis 1,5 Zentimeter langen Blütenstandsschaft stehende, verzweigte, rispige Gesamtblütenstand ist aus rundlichen, doldigen Teilblütenständen zusammengesetzt, die einen Durchmesser von 1 bis 2 Zentimeter aufweisen und viele Blüten enthalten. Die Blütenstandsachsen sind anfangs dicht kurz behaart und verkahlen später und es sind verschiedene Tragblätter ausgebildet. 
Die zwittrigen, kurz gestielten Blüten sind radiärsymmetrisch und meist vier- oder selten fünfzählig mit doppelter Blütenhülle. Die vier oder fünf bei einer Länge von etwa 1 Millimeter kaum erkennbaren Kelchblätter, an einem wollig behaarten Blütenbecher, sind und zu einem kleinen Ring verwachsen. Die vier oder selten fünf etwa 2 Millimeter langen Kronblätter sind gelblich bis weißlich und außen wollig behaart. Es ist nur ein Kreis mit vier oder selten fünf vorstehenden Staubblättern vorhanden. Die Staubfäden sind 3 Millimeter lang. Zwei Fruchtblätter sind zu einem unterständigen Fruchtknoten verwachsen. Die zwei freien, kürzeren Griffel mit kleinen Narben sind bei der Anthese aufrecht und später zurückgekrümmt. Es ist auch ein Diskus vorhanden.

### Frucht und Samen
Die kleinen, bei einem Durchmesser von etwa 4 Millimetern etwa rundlichen, öfters seitlich etwas abgeflachten, zweisamigen Steinfrüchte mit Griffelresten färben sich bei Reife dunkelpurpur bis -bläulich. Die seitlich abgeflachten Samen enthalten Endosperm. Die Früchte reifen in China zwischen Januar und Februar.

### Chromosomenzahl
Die Chromosomenzahl beträgt 2n = 48.

## Vorkommen
Tetrapanax papyrifer gedeiht in gemischten Gebüschen in Höhenlagen von 100 bis 2800 Metern. Fundortangaben gibt es für Taiwan und die chinesischen Provinzen Anhui, Fujian, Guangdong, Guangxi, Guizhou, Hubei, Hunan, Jiangxi, Shaanxi, das südwestliche Sichuan, das nordwestliche Yunnan und Zhejiang.

## Systematik
Die Erstveröffentlichung diese Art erfolgte 1852 unter dem Namen durch William Jackson Hooker in Hooker's Journal of Botany and Kew Garden Miscellany, Band 4, Seiten 50 und 53, Tafel 1–2. 1859 stellte Karl Heinrich Koch zuerst die Untergattung Didymopanax subg. Tetrapanax mit der Typusart Tetrapanax papyrifer in der Wochenschrift für Gärtnerei und Pflanzenkunde, Band 2, S. 371, dort mit der Schreibweise „papyriferum“, auf. Später gab er ihr den Rang einer Gattung Tetrapanax. Weitere Synonyme für Tetrapanax papyrifer (Hook.) K.Koch sind: Aralia papyrifera Hook., Aralia mairei H.Lév., Fatsia papyrifera (Hook.) Miq. ex Witte, Didymopanax papyriferus (Hook.) K.Koch, Echinopanax papyriferus (Hook.) Kuntze, Panax papyrifer (Hook.) F.Muell.
Tetrapanax papyrifer ist die einzige Art der Gattung Tetrapanax (K.Koch) K.Koch in der Unterfamilie Aralioideae innerhalb der Familie Araliaceae.

## Nutzung
Tetrapanax papyrifer wird als Heilpflanze angebaut und unter dem Namen „Tong cao“ (蓪草, auch: 通草,  tōngcǎo) bzw. „Tong to mu“ (通脫木 / 通脱木,  tōngtuōmù) in der traditionellen chinesischen Medizin eingesetzt. In tropischen bis subtropischen Parks und Gärten wird Tetrapanax papyrifer als Zierpflanze verwendet. Das Mark des Stammes wird in Stücke geschnitten und zu Papier, „Reispapier“ genannt, verarbeitet, davon leitet sich das Artepitheton papyrifer ab.